# 2 Ursae Minoris
2 Ursae Minoris, som är stjärnans Flamsteed-beteckning, är en ensam stjärna i den norra delen av stjärnbilden Cepheus. Trots sin Flamsteed-beteckning tillhör den inte Lilla björnens stjärnbild. Den ligger på gränsen mellan stjärnbilderna och fick byta tillhörighet vid översynen av gränser mellan stjärnbilderna år 1930 och benämns sedan bytet av stjärnbild ofta som HR 285 eller HD 5848. Den har en skenbar magnitud på ca 4,24 och är synlig för blotta ögat där ljusföroreningar ej förekommer. Baserat på parallaxmätning inom Hipparcosuppdraget på ca 11,6 mas, beräknas den befinna sig på ett avstånd på ca 280 ljusår (ca 86 parsek) från solen. Den rör sig bort från solen med en heliocentrisk radialhastighet på ca 8,4 km/s.  Stjärnan antas ingå i superstjärnhopen Hyaderna.

## Egenskaper
2 Ursae Minoris är en orange till röd jättestjärna av spektralklass K2 II-III, som har en luminositetsklass med blandade drag av en jätte och en ljusstark jätte. Den har en massa som är ca 2,3 gånger solens massa, en radie som är ca 24 gånger större än solens och utsänder ca 215 gånger mera energi än solen från dess fotosfär vid en effektiv temperatur på ca 4 500 K.